# 알라샨땅다람쥐
알라샨땅다람쥐(Spermophilus alashanicus)는 다람쥐과에 속하는 설치류의 일종이다. 중국과 몽골의 토착종이다. 해발 최대 3200m 높이에서 발견된다. 스텝 지대와 구릉 지대, 고산 기후 목초지에서 서식한다. 중국에서는 사막 서식지에서 발견될 수 있다. 벚나무 식물 종(Amygdalus pedunculata, A. polyrrhizum)과 관련이 있다. 몸길이는 22~23cm이다. 하체는 갈색 또는 회색을 띤다.